# Сааргау
Сааргау (на немски: Saargau) е франкско гауграфство (Gaugrafschaft) или територия между реките Саар и Мозел до френската граница на Саарланд, Германия.
Територията е франкско графство още от 7 век. В Меерсенския договор от 870 година се споменават две Саарграфства, comitatus Sarachuua inferior (Долен Сааргау) и comitatur Sarachuua subterior (Горен Сааргау), от които Долен Сааргау се нарича по-нататък Сааргау.